# Slaget om Caen
Slaget om Caen utkämpades mellan de allierade styrkorna från den anglo-kanadensiska andra armén och tyska styrkor ur Panzergruppe West mellan den 6 juni till den 4 augusti 1944 under slaget om Normandie. De allierade syftade till att inta den franska staden Caen, en av de största städerna i Normandie, under Dagen-D. Caen var en viktig målsättning av flera skäl. För det första låg den grensle över floden Orne och Caenkanalen; dessa två vattenhinder skulle kunna stärka en tysk defensiv position om de inte korsas. För det andra var Caen en vägnav; i tyska händer skulle det ge fienden möjlighet att snabbt kunna förflytta styrkor. För det tredje var området kring Caen relativt öppet, särskilt jämfört med området väster om Normandie. Detta område var lämpligt till att bygga ett flygfält. 
Under Dagen-D var Caen ett mål för den tredje brittiska infanteridivisionen och förblev i fokus för en serie av strider under hela juni, juli och in till augusti. Striden gick inte som planerat för de allierade, utan i stället pågick i två månader eftersom tyska styrkor ägnade större delen av sina reserver till att hålla Caen, i synnerhet till deras bepansrade reserver. Som ett resultat blev tyska styrkor som stod inför den amerikanska framstöten längre västerut allt tunnare, och förlitade sig på den svåra terrängen i ryggen för att bromsa den amerikanska framryckningen. Med många tyska divisioner som var upptagna med försvaret av Caen kunde de amerikanska styrkorna så småningom bryta sig igenom i söder och öster, och hotade med att omringa de tyska styrkorna i Normandie bakifrån.
Den gamla staden Caen—med många byggnader med anor från medeltiden—blev till stor del förintad av de allierades bombningar och strider. Återuppbyggandet av Caen varade fram till 1962. Få av stadens byggnader från före kriget återstår än idag.